# Terapia con células madre

Enfermedades y afecciones donde el tratamiento con células madre es prometedor o emergente.

La terapia con células madre es la utilización de células madre para el tratamiento o la prevención de una enfermedad o afección. 
Esta terapia se ha utilizado en trasplantes, tanto con células madre autólogas (del paciente) o con células alogénicas (de otro donante). Se estudian diversas fuentes de células madre además de la médula ósea.   
Además está en fase de investigación para enfermedades neurodegenerativas y afecciones como la diabetes y las enfermedades cardíacas, entre otras.
La terapia con células madre es un tema controvertido debido a desarrollos tales como la capacidad para aislar y cultivar células madre embrionarias, para crear células madre utilizando la transferencia nuclear de células somáticas y su uso de técnicas para crear células madre pluripotentes inducidas. Ciertos desarrollos chocan con la política del aborto y con la clonación humana. Otro asunto controvertido es su comercio como la polémica que rodea el uso de bancos de sangre de cordón umbilical privados.
La FDA lanzó una ofensiva en 2018, contra clínicas que venden productos con células madre para medicina regenerativa, con indicaciones no aprobadas.

## Usos médicos
La médula ósea se usa para tratar afecciones como leucemias y linfomas, siendo su uso en terapia ampliamente usado. Durante la quimioterapia, la mayoría de las células en crecimiento son eliminadas por los agentes citotóxicos. Sin embargo, estos agentes no pueden discriminar entre la leucemia o las células neoplásicas y las células madre hematopoyéticas sanas. Es este efecto secundario de las estrategias de quimioterapia convencionales que el trasplante de células madre intenta revertir; la médula ósea sana de un donante reintroduce células madre funcionales para reemplazar las células perdidas en el cuerpo del huésped durante el tratamiento. Las células trasplantadas también generan una respuesta inmune que ayuda a eliminar las células cancerosas (véase efecto injerto contra leucemia); sin embargo puede tener efectos adversos como la enfermedad injerto contra huésped, el efecto secundario más grave de este tratamiento.
Para el tratamiento de la enfermedad aguda de injerto contra huésped en niños que no responden a los esteroides fue aprobada condicionalmente en Canadá en 2012 una terapia con células madre: el Prochymal. Esta es una terapia celular alogénica basada en el uso de células madre mesenquimales (MSC) derivada de la médula ósea de donantes adultos. Estas células se purifican de la médula, se cultivan y se empaquetan, produciéndose hasta 10 000 dosis derivadas de un solo donante que se almacenan congeladas hasta que se necesiten.
La FDA ha aprobado cinco productos hematopoyéticos de células madre derivados de la sangre del cordón umbilical, para el tratamiento de enfermedades sanguíneas y inmunológicas.
En 2014, la Agencia Europea de Medicamentos recomendó la aprobación de células madre del limbo esclerocorneal para personas con deficiencia severa de células madre del limbo esclerocorneal debido a quemaduras en el ojo.

## Investigación
Las células madre están siendo estudiadas por múltiples razones. Las moléculas y los exosomas liberados por las células madre también se están estudiando para hacer medicamentos. Se ha encontrado que los factores solubles paracrinos producidos por las células madre, conocidos como el secretoma de las células madre, son causantes que terapias basadas en células madre medien sus efectos en enfermedades degenerativas, autoinmunes e inflamatorias.

### Aplicaciones

#### Neurodegeneración
Se han realizado investigaciones sobre los efectos de las células madre en modelos animales con degeneración cerebral como la enfermedad de  Parkinson, la esclerosis lateral amiotrófica, la enfermedad de Alzheimer, También se han realizado estudios preliminares relacionados con la esclerosis múltiple.
Los cerebros adultos sanos contienen células madre neurales que o se dividen para mantener el número general de células madre o se convierten en células progenitoras. En animales de laboratorio adultos sanos, las células progenitoras migran dentro del cerebro y principalmente mantienen las poblaciones de neuronas para el olfato. Se ha informado que la activación farmacológica de las células madre neurales endógenas estimula la neuroprotección y recuperación del comportamiento en modelos de ratas adultas de trastornos neurológicos.

#### Lesión cerebral y medular
El accidente cerebrovascular y la lesión cerebral traumática conducen a la muerte celular, caracterizada por la pérdida de neuronas y oligodendrocitos en el cerebro. Se investiga el uso de células madre en casos de lesiones de la médula espinal.

#### Corazón
Se espera que el uso terapéutico de células madres beneficie a pacientes con cardiopatía grave. Las investigaciones sobre estos tratamientos se retrasaron por el cardiólogo Bodo-Eckehard Strauer, que falseó sus datos, y fue desacreditado porque sus investigaciones tenían cientos de contradicciones objetivas. Entre varios ensayos clínicos que informan que la terapia con células madre adultas es segura y eficaz, solo unos pocos estudios han reportado pruebas reales de beneficios.
Algunos ensayos clínicos preliminares lograron solo mejoras modestas en la función cardíaca luego del uso de la terapia con células madre de la médula ósea..
La terapia con células madre para el tratamiento del infarto de miocardio generalmente utiliza células madre autólogas de la médula ósea, pero se pueden usar otros tipos de células madre adultas, como las células madre derivadas del tejido adiposo.
Los posibles mecanismos de recuperación incluyen:
- Generación de células del músculo cardíaco.
- Estimular el crecimiento de nuevos vasos sanguíneos para repoblar el tejido cardíaco dañado
- Secreción de factores de crecimiento

En 2014, un metaanálisis sobre la terapia con células madre utilizando células madre de médula ósea para enfermedades del corazón reveló discrepancias en los informes de ensayos clínicos publicados, observándose que en los estudios con un mayor número de discrepancias mostraban un aumento en el tamaño del efecto. Otro metanálisis basado en los datos de diseños experimentales intra-sujetos de 12 ensayos aleatorios no pudo encontrar ningún beneficio significativo de la terapia con células madre en los criterios de valoración clínicos primarios, como eventos adversos mayores o aumento en las medidas de la función cardíaca, concluyendo que no hubo beneficio.
Un ensayo sobre el tiempo en la evaluación del infarto de miocardio (por cuestiones de mercadotecnia se pone el nombre de TIME trial), que utilizó un diseño de ensayo aleatorizado, doble ciego, controlado con placebo, concluyó que "la administración de células mononucleares de la médula ósea no mejoró la recuperación de la función del ventrículo izquierdo durante 2 años" en las personas que tuvieron un infarto de miocardio. En consecuencia, un estudio controlado aleatorizado sobre la transferencia de médula ósea para mejorar la regeneración del infarto de elevación del ST (por motivos mercadotecnios BOOST-2 trial, llamándose con -2 para diferenciarse de un estudio anterior. Las siglas provienen de BOne marrOw transfer to enhance ST-elevation infarct regeneration) realizado en 10 centros médicos en Alemania y Noruega informó que el resultado del ensayo no apoya el uso de células de la médula ósea nucleadas en pacientes con infarto de miocardio con elevación del segmento ST (STEMI) y fracción de eyección ventricular izquierda (LVEF) moderadamente reducida". Otro ensayo señala además cumplió con ningún criterios de valoración clínica dluego de realizarse una serie de ensayos con lecturas de imagen por resonancia magnética sin beneficios en la estructura y función cardíacas, lo que llevó a la conclusión de que la terapia intracoronaria de células madre de médula ósea no ofrece un beneficio funcional o clínico.

#### La formación de células sanguíneas
La especificidad del repertorio de células inmunitarias humanas permite al cuerpo humano defenderse de antígenos de adaptación rápida. Sin embargo, el sistema inmunológico es vulnerable a su degradación por culpa de algunas  enfermedades y, a causa del papel que desempeña en la defensa, su degradación puede ser fatal. La especificidad de las células inmunitarias es lo que permite el reconocimiento de antígenos extraños, lo que causa más desafíos en el tratamiento de enfermedades inmunitarias. Se deben hacer coincidencias idénticas entre el donante y el receptor para los tratamientos de trasplante exitosos, pero las coincidencias son poco comunes, incluso entre familiares de primer grado. La investigación que utiliza tanto células madre hematopoyéticas adultas como células madre embrionarias ha proporcionado información sobre los posibles mecanismos y métodos de tratamiento para muchas de estas dolencias.
Pueden ser generados ex vivo glóbulos rojos humanos completamente maduros usando células madre hematopoyéticas (HSC), ya que son sus precursoras. Para producirlas se cultivan junto con las células estromales creando un entorno que imita las condiciones de la médula ósea, el sitio natural del crecimiento de las células rojas de la sangre. Se agrega eritropoyetina, un factor de crecimiento, que incita a las células madre a diferenciarse en glóbulos rojos. Se espera que el desarrollo de esta técnica beneficie al paciente y permita avances en la terapia génica, la transfusión de sangre y la medicina tópica.

#### Dientes que vuelven a crecer
En 2004, los científicos del King's College de Londres descubrieron una forma de cultivar un diente completo en ratones y pudieron desarrollar dientes en el laboratorio. Los investigadores confían en que la tecnología de regeneración dental se puede utilizar para desarrollar dientes vivos en las personas.
En teoría, las células madre extraídas del paciente podrían ser inducidas de tal manera que se transforme en un brote dental que, cuando se implanta en las encías, dará lugar a un nuevo diente, el cual crecerá en un período de tiempo de tres semanas, o al menos así se espera.  Se fusionaran con la mandíbula y liberará sustancias químicas que estimulan a los nervios y los vasos sanguíneos conectarse con ella. El proceso es similar al que forma los dientes adultos originales. Sin embargo, aún quedan muchos desafíos antes de que las células madre puedan ser una opción para reemplazar los dientes perdidos.

#### Recrecimiento de células ciliadas cocleares
Hay investigaciones que informan el éxito en el recrecimiento de las células ciliadas de la cóclea con el uso de células madre embrionarias.

#### Ceguera y deficiencia visual
Desde 2003, se ha trasplantado con éxito células madre de la córnea en ojos dañados para restaurar la visión. "Las láminas de células de la retina utilizadas por el equipo se recolectan de fetos abortados, lo que a algunas personas les resulta objetable". Cuando estas láminas se trasplantan sobre la córnea dañada, las células madre estimulan la reparación y finalmente restauran la visión. En 2005, investigadores del Hospital Queen Victoria de Sussex, Inglaterra, pudieron restaurar la vista de cuarenta personas con la misma técnica. El grupo, dirigido por Sheraz Daya, pudo utilizar con éxito células madre adultas obtenidas de un paciente, un familiar o incluso un cadáver. Otras investigaciones están en curso.

#### Células beta pancreáticas
Las células beta en personas con diabetes tipo 1 son incapaces de producir insulina. En experimentos recientes, los científicos han podido inducir a las células madre embrionarias para que se conviertan en células beta en el laboratorio. En teoría, si las células beta se trasplantan con éxito, podrán reemplazar las que funcionan mal en un paciente diabético.

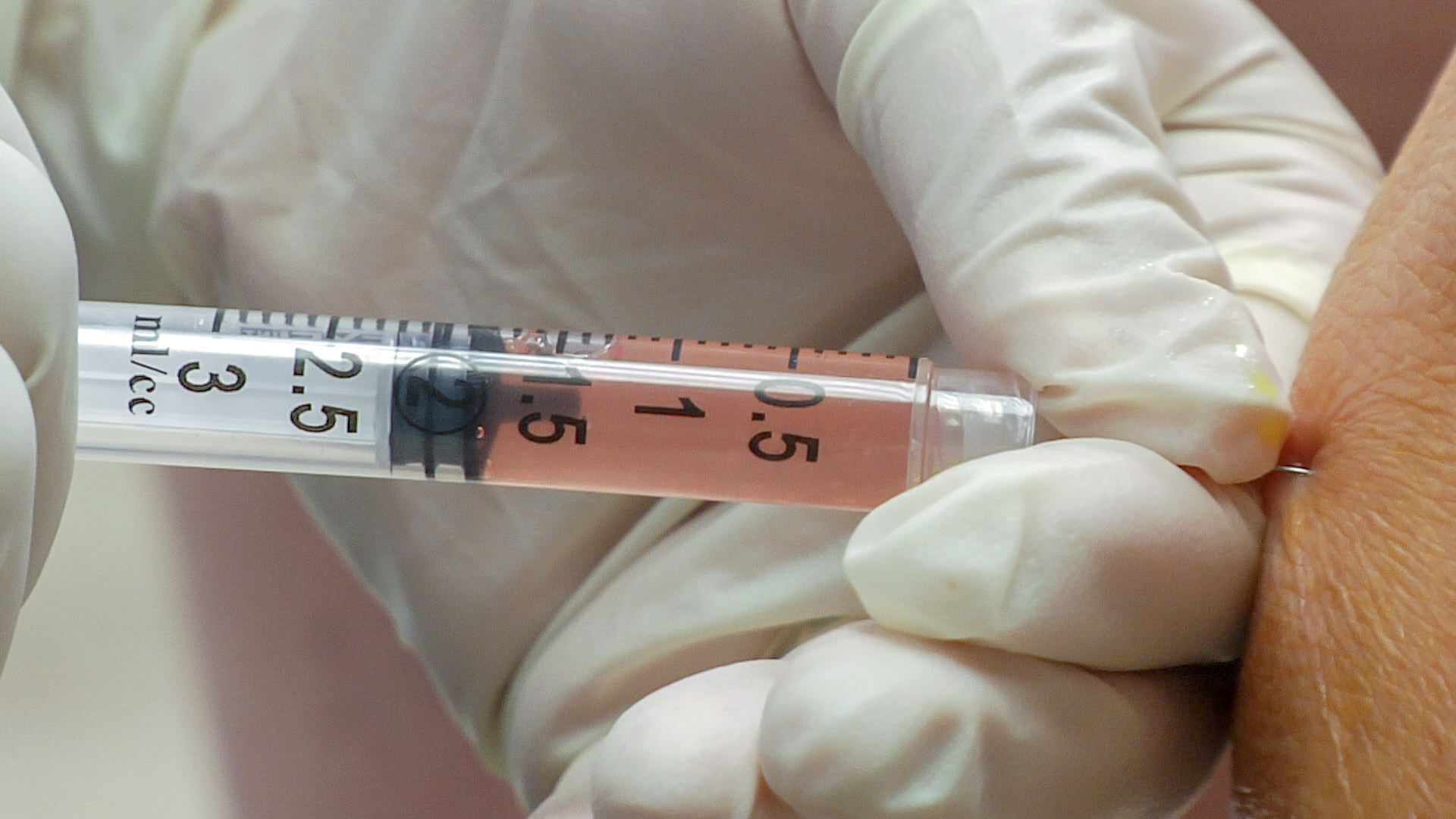
Células madre mesenquimales inyectándose en la rodilla del paciente

#### Ortopedia
El uso de células madre mesenquimales (MSC) derivadas de células madre adultas se encuentra bajo investigación preliminar para posibles aplicaciones ortopédicas en traumatismo óseo y muscular, reparación de cartílago, osteoartritis, cirugía de disco intervertebral, cirugía del manguito rotador y trastornos musculoesqueléticos, entre otros. Otras áreas de investigación  incluyen ingeniería de tejidos y medicina regenerativa.

#### Curación de heridas
Las células madre también se pueden utilizar para estimular el crecimiento de los tejidos humanos. En un adulto, el tejido lesionado suele ser reemplazado por tejido cicatricial, que se caracteriza por ser una estructura desorganizada de colágeno, ausencia de los folículos pilosos y estructura vascular irregular. Siferente es lo que pasa en el tejido fetal lesionado donde el tejido lesionado se reemplaza por tejido normal a través de la actividad de las células madre. Un posible método para la regeneración de tejidos en adultos es colocar "semillas", que serían las  células madre adultas, dentro de un "suelo", que sería el lecho de la herida. Este método provoca una respuesta regenerativa más parecida a la cicatrización de heridas fetales que la formación de tejido cicatricial en adultos. Esta área todavía sigue en investigación. Dada su capacidad de regeneración se investiga que puedan tratar heridas refractarias inclusive las del cáncer de piel.

#### Infertilidad
El cultivo de células madre embrionarias humanas en fibroblastos de ovario porcino inactivados mitóticamente (POF) causa la diferenciación en células germinales (células precursoras de ovocitos y espermatozoides), como lo demuestra el análisis de expresión génica.
Se logró estimular células madre embrionarias humanas  para formar células similares a espermatozoides, las cuales estaban algo mal formadas. Esto da esperanzas para el tratamiento de la azoospermia .
En 2012, se aislaron células madre oogoniales de ratones adultos y ovarios humanos y se demostró que eran capaces de formar ovocitos maduros. Estas células tienen el potencial de tratar la infertilidad.
En 2020 se lleva a cabo un trasplante autólogo de médula ósea en ovario en mujeres con baja reserva ovárica y fallo ovárico precoz, para rejuvenecimiento del nicho ovárico y favorecimiento del desarrollo folicular. Se destaca la investigación que demuestra el potencial regenerativo de las células madre derivadas de médula ósea (BMDSC) en ratones con baja respuesta ovárica e insuficiencia ovárica prematura.
El grupo de investigación llevó a cabo un estudio experimental en modelos animales y validó los resultados en tejido ovárico humano xenotrasplantado en ratones inmunodeficientes. Basándose en estos resultados y estudios previos, sugieren que las terapias con BMDSC podrían ser una alternativa para mejorar el potencial reproductivo en pacientes con baja respuesta ovárica e insuficiencia ovárica prematura.
Se describe un estudio piloto llamado ASCOT (trasplante ovárico autólogo de células madre), donde el trasplante de BMDSC en la arteria ovárica demostró un aumento significativo en la reserva ovárica en pacientes con baja respuesta ovárica. Se destaca que algunos pacientes experimentaron la vuelta de la menstruación y mejoras en los niveles de FSH. El artículo concluye sugiriendo que las terapias basadas en BMDSC podrían representar una alternativa futura para aumentar el potencial reproductivo en pacientes con baja respuesta ovárica e insuficiencia ovárica prematura.

#### VIH / SIDA
El virus del VIH destruye el sistema inmunológico ya que produce la pérdida de linfocitos T CD4+ en la sangre periférica y los tejidos linfoides. Su ingreso en los linfocitos CD4+ está mediada por la interacción con un receptor de quimiocinas celulares, siendo los más comunes CCR5 y CXCR4. Debido a esto los linfocitos CD4 + activados son los objetivos principales de la infección por VIH productiva. Recientemente, los científicos han estado investigando un enfoque alternativo para tratar el VIH-1/SIDA, basado en la creación de un sistema inmunitario resistente a las enfermedades mediante el trasplante de células progenitoras y células progenitoras autólogas modificadas genéticamente para ser resistentes al VIH-1.

#### Ensayos clínicos
El primer ensayo clínico de una terapia basada en células madre embrionarias en humanos fue realizado por Geron Corporation. El 23 de enero de 2009, la Administración de Alimentos y Medicamentos de EE. UU. autorizó a Geron Corporation iniciarla. El objetivo del ensayo fue evaluar el fármaco GRNOPC1, células progenitoras de oligodendrocitos derivadas de células madre embrionarias, en personas con lesión de la médula espinal aguda . El ensayo se suspendió en noviembre de 2011 para que la empresa pudiera centrarse en las terapias en el "entorno actual de escasez de capital y condiciones económicas inciertas". En 2013 la biotecnología y la medicina regenerativa empresa BioTime adquirió los activos de células madre de Geron en una transacción de acciones, con el objetivo de reiniciar el ensayo clínico.

### Modelos de tratamiento regenerativo
Se cree que las células madre median en la reparación a través de cinco mecanismos principales: 1) proporcionan un efecto antiinflamatorio, 2) se dirigen a los tejidos dañados y reclutan otras células, como las células progenitoras endoteliales, que son necesarias para el crecimiento del tejido, 3) el remodelado del tejido de soporte sobre la formación de cicatrices, 4) inhibiendo la apoptosis , y 5) diferenciando en hueso, cartílago, tendón y tejido del ligamento.
Para enriquecer el suministro de sangre a las áreas dañadas y, en consecuencia, promover la regeneración de tejidos, se usa plasma rico en plaquetas junto con el trasplante de células madre. La eficacia de algunas poblaciones de células madre también puede verse afectada por la manera como son implantadas; por ejemplo, para regenerar el hueso, las células madre a menudo se introducen en un andamio donde producen los minerales necesarios para la generación de hueso funcional.
También se ha demostrado que las células madre tienen baja inmunogenicidad debido a que se encuentran en su superficieal número relativamente bajo de moléculas MHC. Además, se ha encontrado que secretan quimiocinas que alteran la respuesta inmune y promueven la tolerancia al nuevo tejido. Esto permite disminuir el riesgo de rechazo en tratamientos alogénicos. [61]
Células de raíz también han sido mostradas para tener un bajo immunogenicity debido al número relativamente bajo de MHC las moléculas encontradas en su superficie. Además,  han sido encontrados para ocultar chemokines aquello altera la respuesta inmune y promover tolerancia del tejido nuevo. Esto deja para allogeneic tratamientos para ser actuados sin un riesgo de rechazo alto.

### Descubrimiento de fármacos e investigación biomédica
La capacidad de desarrollar tejidos adultos funcionales de forma indefinida en cultivos a través de la diferenciación dirigida crea nuevas oportunidades para la investigación de medicamentos. Los investigadores pueden desarrollar líneas celulares diferenciadas y luego probar nuevos medicamentos en cada tipo de célula para examinar posibles interacciones in vitro antes de realizar estudios in vivo. El acceso a diversas líneas celulares permitirá disminuir la necesidad de animales de investigación, ya que los efectos en el tejido humano in vitro proporcionarán información que no se conoce normalmente antes de la fase de prueba en animales.

### Biología de la conservación
Las células madre están siendo exploradas para su uso en los esfuerzos de conservación de especies. Una investigación recolectó células madre espermatogoniales de una rata y las colocó en un ratón. Este hospedador produjo espermatozoides completamente maduros con la capacidad de producir descendientes viables. Actualmente se están realizando investigaciones para encontrar hospedadores adecuados para la introducción de células madre espermatogoniales de donantes. Si esto se convierte en una opción viable, los espermatozoides pueden producirse a partir de individuos de alta calidad genética que mueren antes de alcanzar la madurez sexual, preservando un linaje que de otro modo se perdería.
Con la llegada de las células madre pluripotentes inducidas (iPSC), se están explorando y creando tratamientos para el uso en animales de baja producción en peligro de extinción. En lugar de tener que recolectar embriones o óvulos, que son limitados, los investigadores pueden eliminar las células madre mesenquimales con mayor facilidad y reduciendo en gran medida el peligro para el animal debido a las técnicas no invasivas. Esto permite que los huevos limitados se utilicen solo con fines reproductivos.